# 柴原和

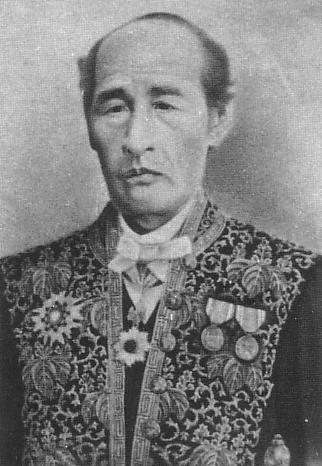
柴原和

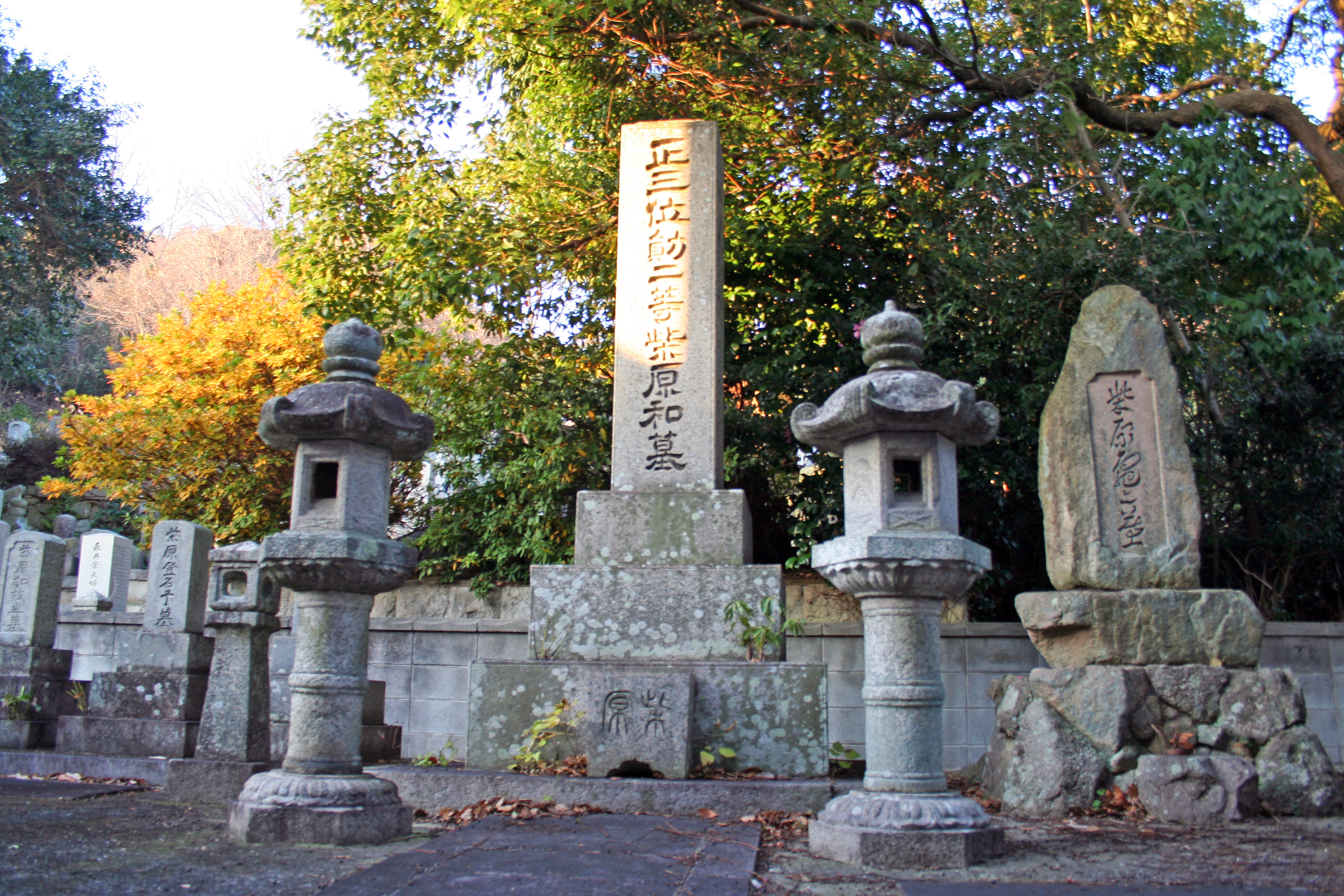
兵庫県たつの市小宅寺にある柴原和の墓

柴原 和（しばはら やわら、天保3年2月7日（1832年3月9日）- 明治38年（1905年）11月29日）は、幕末期播磨国龍野藩出身の志士。明治維新後は新政府に出仕して、初代の千葉県令や貴族院勅選議員などを務める。字は士節。幼名は宗吉、後に順治。雅号は靖盧・此木山。養子（甥）に翻訳家・弁護士の柴原亀二がいる。大槻磐渓、安井息軒、梁川星巌などに学ぶ。

## 経歴
龍野藩の下級武士である柴原左五七の家に6人兄弟の3男として生まれる。幼い頃に同藩士の梅原松之助の養子となるが、少壮気鋭の性格が養父の機嫌を損ねて離縁された。だが、藩の首脳からはその才能を評価されて遊学を許されて江戸で大槻磐渓・安井息軒、京都で梁川星巌、大坂で落合雙石・後藤松陰、大和国で森田節斎に学んだ。安政3年（1856年）には藩校の塾長に抜擢される。だが、3年後に諸国歴遊の旅に出てそのまま脱藩、京都で尊王攘夷運動に加わりながら同地に塾を移していた森田節斎の塾頭を務める。だが、元治元年（1864年）に森田が幕府によって京都を追放されると、柴原は藩の恩赦を受けて龍野に戻り再び藩校の助教に任じられた。その後も京都と龍野を度々往復し、長州征討では藩の参謀として参加するが、第二次征討では藩主・脇坂安斐は柴原らの意見を聞いて途中で軍を止めて戦地には入らず、鳥羽・伏見の戦いでは恭順の意を示した。
明治2年（1869年）、柴原は新政府に召されて侍詔院に入ると、元来佐幕派であった龍野藩を恭順論で纏めた功績が岩倉具視・大久保利通らに評価されて直ちに甲府県大参事に抜擢された。2年後には岩鼻県大参事に転じた。いずれも、甲斐国・上野国国内の旧天領及び旗本領を管理する事が主たる任務であった。
ところが、明治4年（1871年）7月（旧暦）、上総国・安房国で同様の管轄をしていた宮谷県（みやざくけん）の県令であった柴山典が政府と対立して官職剥奪の処分を受けると、柴原は岩鼻県着任からわずか2ヶ月で宮谷県権県令（臨時知事）に任じられて上総国山辺郡宮谷（現在の千葉県大網白里市）に入った。この年の11月（旧暦）の廃藩置県後の府県統廃合で旧上総・安房国は木更津県に統合され、柴原もそのまま同県の権県令に横滑りした。明治6年（1873年）、柴原は隣接する印旛県の権県令を兼務すると、その年の6月15日、印旛・木更津両県の合併によって千葉県が設置されて柴原はそのまま同県の初代権県令（6月30日に正式な県令に昇進）となった。
柴原は明治新政府の意向に従って文明開化・殖産興業政策を進めた。千葉県発足からわずか4ヵ月後には日本で最初の県会（現在の県議会）を設置した。初代議長に人望の厚い老農・重城保を迎えられた事は在任中後半が自由民権運動興隆期で千葉県もその中心の一つであったにもかかわらず、全国各地で発生していた県令と県会の対立を最小限に食い止める事になった。また、明治9年（1876年）には、大久保利通に地租引き下げを求める意見書を提出している。その一方で茶の栽培や養蚕業の奨励、犬吠埼灯台や千葉師範学校・千葉県護国神社の設置などを行った。特筆すべきは育児政策である。堕胎や間引きを厳しく禁じて、県内全ての乳幼児とその母親を登録させて「育児取締」という専門の担当官に育児支援政策を行わせた事である。こうした働きは当時の新聞にも高く取り上げられて滋賀県の松田道之、兵庫県の神田孝平と並ぶ「三賢令」と評価された。明治13年（1880年）には元老院議官に任命されて千葉県を去った。後に高等法院陪席判事に転じた。
明治19年（1886年）7月16日に三島通庸の後任として山形県知事（時を同じくして地方官官制（明治19年勅令第54号）によって県令は県知事と改称される）に任じられる。ここでは県議会が2派に分かれて争っていたが、柴原はその仲裁に奔走するとともに鶴岡の大火、最上川の水害などの災害処理にあたった。
明治22年（1889年）12月26日に香川県知事に転任して当時大流行したコレラ対策や第1回衆議院議員総選挙の実施などにあたるが、明治24年（1891年）4月9日に60歳を迎えた事を理由に職を解かれた。当時の報道によれば、柴原の実績に期待していた県民は余りの短い任期に失望していると記している。
明治27年（1894年）1月23日には貴族院議員に勅選された。
明治38年（1905年）に74歳で死去し、正三位勲二等旭日重光章が贈られた。墓は故郷である兵庫県たつの市の小宅寺にある。

## 栄典・授章・授賞
- 1885年（明治18年）10月1日 - 正四位[7]
- 1889年（明治22年）11月25日 - 大日本帝国憲法発布記念章[8]
- 1890年（明治23年）12月26日 - 勲二等瑞宝章[9]
- 1905年（明治38年）12月1日 - 正三位・旭日重光章[10]